# Johann Wilhelm Weinmann
Johann Wilhelm Weinmann ( 13 de marzo de  1683 Gardelegen, Alemania - 1741 ), boticario y botánico alemán, destacado por su creación de la florilegia Phytanthoza iconographia de 1737 a 1745, ambicioso proyecto que resultó en ocho volúmenes en folio con más de 1000 grabados coloreados a mano de varios miles de plantas.

## Biografía
Había nacido en Gardelegen, hijo del barbero Matthias Christian Weinmann. Lo que se sabe de sus primeros años es que habitaban en Regensburg, o en Ratisbona como era conocido en 1710, y encontró trabajo como asistente de un boticario. Weinmann prosperó en Regensburg, siendo capaz en 1712 de comprar una casa y un negocio de Farmacia. Su esposa, Isabella Catharina Fürst, era hija de un comerciante rico de vinos. En 1732, cortamente después del deceso de Isabella, se casa nuevamente, en esta ocasión con Christine Catharina Pfaffenreuther, hija de un funcionario de la ciudad. Su visión para los negocios era tal que era capaz de comprar una farmacia quebrada, y convertirla en un negocio rentable.
Después de su primer matrimonio, Weinmann se vio envuelto en un conflicto prolongado con los médicos locales y los boticarios, provocada por su nombramiento en 1713 como Boticario hospitalario. La controversia se resolvió en 1715 con la intervención del Ayuntamiento. Weinmann fue amonestado y sus adversarios tuvieron órdenes de no molestarlo. Weinmann pronto volvió a su exitosa carrera, convirtiéndose en concejal en 1722, asesor comercial en 1725, y asesor municipal en 1733. Sus intereses en negocios prosperaron, dándole la libertad de disfrutar en su búsqueda de la botánica. Creó un jardín botánico en Regensburg, publicando Catalogus Alphabetico ordine exhibens Pharmaca en 1723, y contribuyó con notas botánicas en "Observationes und Anmerkungen" del "Breslauer Sammlungen".

## Honores

### Epónimos
En su honor, el genial Linneo nombró al género:
- Weinmannia L. 1759, de la familia de Cunoniaceae

- La abreviatura «J.W.Weinm.» se emplea para indicar a Johann Wilhelm Weinmann como autoridad en la descripción y clasificación científica de los vegetales.[1]